# Pallavicinia ambigua
Pallavicinia ambigua là một loài rêu trong họ Pallaviciniaceae. Loài này được (Mitt.) Stephani mô tả khoa học đầu tiên năm 1900.